# Backentaschenaffen
Die Backentaschenaffen (Cercopithecinae) sind eine Unterfamilie der Primatenfamilie der Meerkatzenverwandten, die in zwei Gattungsgruppen (Meerkatzenartige und Pavianartige) mit insgesamt 13 Gattungen unterteilt wird.

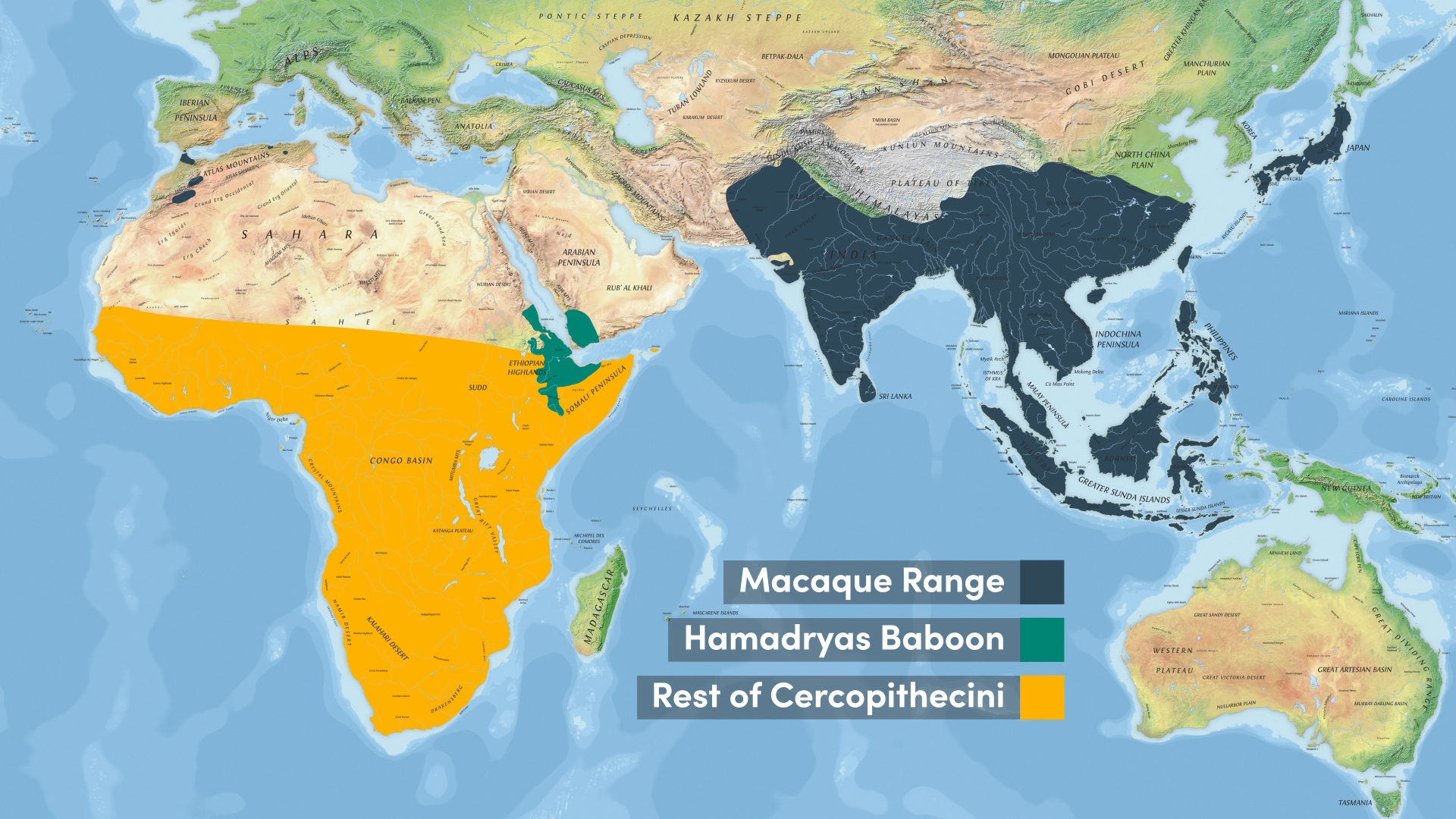
Das Verbreitungsgebiet der Makaken
Das Verbreitungsgebiet des Mantelpavians
Das Verbreitungsgebiet der übrigen Backentaschenaffen

## Verbreitung
Backentaschenaffen sind weitgehend auf Afrika südlich der Sahara beschränkt. Einzig die Makaken kommen in weiten Teilen Asiens sowie im nördlichen Afrika und auf Gibraltar vor. Außerdem lebt der Mantelpavian auch im Südwesten der Arabischen Halbinsel.

## Beschreibung
Ihren Namen haben die Tiere von den Backentaschen, in denen sie ihre Nahrung verstauen und die sie von der zweiten Unterfamilie der Meerkatzenverwandten, den Schlank- und Stummelaffen (Colobinae), unterscheidet. Je nach Lebensraum unterscheiden sich die Arten hinsichtlich des Körperbaus. Baumbewohnende Arten sind schlank, zierlich und haben einen langen Schwanz, bodenbewohnende Arten sind eher stämmig gebaut, und ihr Schwanz kann rückgebildet sein oder ganz fehlen. Allen Arten gemeinsam sind die vergrößerten Eckzähne und der gut entwickelte Daumen. Viele Arten haben Gesäßschwielen.

## Lebensweise
Backentaschenaffen sind gesellige Tiere, die in Gruppen zusammenleben. Sie sind tagaktiv. Ihr Lebensraum variiert je nach Art sehr stark, von Regenwaldbewohnern über Tiere, die in Savannen leben bis zu Bewohnern von kahlen Felsgebieten oder sogar kühler Gebirge wie den Japanmakaken.

## Nahrung
Viele Arten sind Allesfresser, ihre Nahrungspalette reicht von Früchten, Blättern, Samen, Knospen, Pilzen über Insekten und Spinnen bis zu kleineren Wirbeltieren.

## Fortpflanzung
Die Tragzeit dauert rund sechs bis sieben Monate, ehe ein einzelnes Jungtier zur Welt kommt. Dieses wird nach 3 bis 12 Monaten entwöhnt und ist mit 3 bis 5 Jahren geschlechtsreif. Die Lebenserwartung einiger Arten kann bis zu 50 Jahren betragen.

## Systematik
Man teilt die Backentaschenaffen in zwei Tribus ein.
- Zu den Meerkatzenartigen (Cercopithecini) gehören:
  - die rund 25 Arten der eigentlichen Meerkatzen (Cercopithecus)
  - die Grünen Meerkatzen (Chlorocebus)
  - Allochrocebus
  - die relativ urtümliche Sumpfmeerkatze (Allenopithecus nigriviridis)
  - die Zwergmeerkatzen (Miopithecus), die die kleinsten Altweltaffen sind
  - die rotbraun gefärbten Husarenaffen (Erythrocebus)

- Zur zweiten Gruppe, den Pavianartigen (Papionini) zählen:
  - die Makaken (Macaca), die in Asien und Nordafrika leben
  - die Paviane (Papio), die in fünf bis sechs Arten unterteilt werden
  - die Mandrillartigen (Mandrillus), zu denen der Mandrill und der Drill gehören
  - der Dschelada oder Blutbrustpavian (Theropithecus gelada)
  - die Weißlid-Mangaben (Cercocebus), die den Meerkatzen ähneln
  - die Schwarzmangaben (Lophocebus)
  - der 2005 entdeckte Kipunji-Affe oder Hochlandmangabe, der in eine eigene Gattung, Rungwecebus, eingeordnet wird

Einige Autoren meinen, dass die Unterschiede zur zweiten Unterfamilie der Meerkatzenverwandten, den Schlank- und Stummelaffen (Colobinae) in Anatomie, Verhalten und Ökologie so groß seien, dass sowohl die Backentaschenaffen als auch die Schlank- und Stummelaffen den Rang eigenständiger Familien bekommen sollten. Beide Gruppen haben sich genetischen Daten zufolge vor 18 bis 16 Millionen Jahren voneinander getrennt, so dass dies auch aus diesem Grund gerechtfertigt wäre.